# Flobecq
Flobecq (em neerlandês: Vloesberg) é um município da Bélgica localizado no distrito de Ath, província de Hainaut, região da Valônia.